# Censo de Canadá de 2016
El Censo de Canadá de 2016 es el más reciente censo publicado oficialmente por el Gobierno de Canadá y por el departamento de estadística de Canadá. Es una enumeración detallada de la población canadiense a partir de mayo de 2016. Este es el séptimo censo quinquenal de Canadá. Statistics Canada declaró el 10 de mayo de 2016 como el día oficial del censo y los códigos de acceso a la web llegaron por correo a partir del 2 de mayo de 2016. El censo de 2016 marcó el restablecimiento del censo obligatorio de forma larga, el cual se había dejado de realizar en favor de la Encuesta Nacional de Hogares (en inglés: National Household Survey) del censo de 2011.
Por su tasa de respuesta del 98.4%, este censo se dice que ha sido el mejor censo jamás registrado desde el censo de 1666 de Nueva Francia.